# Raoul VIII de Beaumont-au-Maine

Armes des Beaumont : chevronné d'or et de gueules de pièces

Raoul VIII de Beaumont-au-Maine († 1238-1239 ; aussi nommé Raoul VI ou VII), est le fils de Richard Ier de Beaumont et de Luce de Laigle, dit encore vicomte de Sainte-Suzanne et de Beaumont.

## Généalogie
La famille de Beaumont, puis de Beaumont-Brienne, domina cette région du Maine du Xe  au  XIVe siècle.
```
Richard
 
I
er
 de Beaumont

x 
Luce de Laigle

│
└──> 
Raoul
 
VIII
 de Beaumont
│
└──> 
Guillaume de Beaumont
, évêque d'Angers
│    
└──> 
Ermengarde de Beaumont

│    x 
Guillaume
 
I
er
 d'Écosse

│   
└──> 
Constance de Beaumont

│    x 
Roger
 
IV
 de Tosny

│    
└──> Pétronille de Beaumont
│    x 
Alain
 
I
er
 de Penthièvre-Avaugour

│
```

## Biographie
Raoul VIII de Beaumont-au-Maine avait remplacé son père en 1197, puisqu'il prend expressément ce titre dans un échange entre Étival-en-Charnie et Robert de Chemillé. 
Il favorisa d'abord Arthur Ier de Bretagne, fils de Geoffroy II de Bretagne, duc de Bretagne, contre Jean sans Terre, son oncle, comme les autres seigneurs manceaux, puis, ainsi que le plus grand nombre, fit sa paix avec le roi d'Angleterre, cautionna près de lui Juhel III de Mayenne au mois d'octobre 1201 ; eut une lettre du roi l'assurant qu'il le recevait pour son homme lige, qu'il n'avait jamais ni mal pensé ni mal parlé de lui, et que s'il lui avait fait quelque tort, il s'engageait à le réparer à l'estimation du comte de Lancastre, de Pierre de Préaux et de Guérin de Glapion . Raoul lui-même prie le même jour le roi de ne pas croire ceux qui l'auraient desservi près de lui et d'agréer ses services.
Mais bientôt les choses changent de face. Arthur et Philippe-Auguste, son allié, recommencent la lutte contre le roi Jean, assurent la possession de Domfront et du Passais normand à Raoul de Beaumont, qui dès lors et surtout après le meurtre d' Arthur par son oncle, reste toujours l'allié du roi de France, mais se tenant autant que possible à l'écart des luttes et des guerres. M. A. Bertrand de Broussillon dit que cette fidélité lui valut le bail du jeune Guyonnet de Laval, préférablement à Guy de Thouars, beau-frère de Guy VI de Laval. Si le bail fut constitué aussitôt après la mort de Guyonnet en 1201, il faudrait l'attribuer à l'initiative de Jean-sans-Terre, plutôt qu'à Philippe-Auguste, qui n'aurait fait que de le maintenir. Raoul le garda en tous cas jusqu'à la majorité d'Emma de Laval, sœur de Guyonnet, et conduisit encore l'ost de Laval à la bataille de Bouvines, 1214. Dans cette circonstance, il avait renouvelé les dons de sa famille aux abbayes de la Couture, d'Étival et d'Évron. Le Cartulaire de Perseigne le nomme par erreur Richard dans deux actes de Robert d'Alençon, 1214-1215.
À l'époque de la conquête de la Normandie par Philippe-Auguste, le vicomte du Maine remit entre ses mains Domfront, et le roi en disposa à plusieurs reprises en faveur de ses partisans. Raoul en fit hommage au roi en 1210, ainsi que de toutes ses autres terres. En 1216, il renouvela au roi ses serments de fidélité et lui donna son fils Richard en otage, promettant de lui faire ouvrir ses places, sans doute quand il partit pour la conquête de l'Angleterre avec le prince Louis. Cette expédition, blâmée par le pape, attira sur lui l'excommunication. Il rentra en France malade ; se fit absoudre, fit vœu, en cas de guérison, de partir pour la Terre-Sainte, s'embarqua effectivement avec les Allemands et les Tchèques, avec Raoul, fils du comte de Chester, le comte de Nevers, Olivier, fils du roi d'Angleterre, les comtes de la Marche et de Bar, fut au siège de Damiette et tomba aux mains des Infidèles en 1219.
Raoul, rentré en France vers 1222-1223, confirma ses aumônes. Sur le point de partir avec Louis VIII contre les Albigeois, il fit racheter pour 300 livres par le prieur de Vivoin la servitude d'un séjour annuel au prieuré pour ses saignées ; et celle plus dispendieuse «des munitions» où lui, ses chevaliers et leurs femmes venaient prendre leurs ébats dans l'établissement, trois fois par jour pendant trois jours. C'était en 1226. La même année, il hérita pour une part, sans doute du chef de sa mère, de Guillaume du Perche, évêque de Châlons, dernier représentant de la famille de Rotrou ; assista comme arbitre à l'hommage rendu au roi par Jeanne des Roches, dame de Craon, pour la sénéchaussée d'Anjou, 1227 ; fut de ceux qui déclarèrent la déchéance de Pierre Mauclerc. En 1231, on le voit parmi ceux qui se plaignirent au pape des empiétements des prélats sur la juridiction séculière.
Ses pieuses libéralités sont innombrables. Du consentement de Lucie de l'Aigle, sa mère, il donne à Saint-Aubin d'Angers la chapelle de Raillou, pour le salut de Richard, son père. On le voit réaliser le projet de fondation d'un anniversaire pour Richard, son frère aîné, et conclure avec le chapitre du Mans une affaire que les guerres du temps l'avaient empêché d'exécuter : l'échange contre une rente de 110 sols du château du Bourg-l'Évêque, dit Bourg-le-Roi depuis que son père le tenait d'Henri II d'Angleterre et de Richard Cœur-de-Lion. Il remet au prieuré de Vivoin l'obligation de fournir un homme pour porter sa marmite quand il allait en guerre, 1205 ; au prieuré de Torcé le droit de past, 1212 ; au prieuré des Cartes le droit de se faire héberger avec chiens et chevaux. À l'occasion du centenaire de la fondation d'Étival-en-Charnie par son aïeul, il fonda son anniversaire à l'abbaye, 1209. Bilard attribue à tort cet acte à Richard de Beaumont.
Guillaume de Beaumont, évêque d'Angers, toujours sous l'influence anglaise, exhortait son frère, au nom de la noblesse de sa race, à respecter les legs du roi Richard en faveur de l'abbaye de Mélinais, si vultis vestram nobilitatem et honorem ab infamia evitare (après 1209). Il n'y manqua pas, malgré son attachement à la cause française.
Nous voyons Raoul donner à l'abbaye fondée par les rois d'Angleterre , ses droits sur le Loir, de Polers au Port-Chevache ; à l'abbaye d'Évron, une rente sur Sainte-Suzanne ; à l'abbaye de la Couture, de nouveaux avantages à Loué ; à Étival, 10 livres de rente sur Sainte-Suzanne et Beaumont. 
Dans les dernières années de sa vie, il contribua efficacement à la fondation des Chartreux du Parc d'Orques, puisqu'il donna à cet effet à sa nièce, la comtesse de Fiff, un canton de la Charnie, et fit confirmer par saint Louis la création de cette maison, 1235, 1236. Il favorisa les Frères Mineurs du Mans, approuva la vente par les Cisterciens de l'abbaye de Bellebranche aux Chartreux du Parc du lieu de la Sauvagerie donné par lui. 
L'année de sa mort, il gratifia Hugues de Juillé du droit de justice dans tous ses fiefs. Il mourut le 11 août (1237), d'après l'obituaire des Chartreux, et fut enterré à l'abbaye d'Étival-en-Charnie. 
Dom Villevieille lui attribue des actes passés en 1238. Lucie, qui est sa mère, est donnée pour sa femme par le Père Anselme.

## Famille
Raoul eut pour femme Agnès, dont le nom de famille n'est indiqué nulle part, mais qui figure souvent dans les actes de son mari. Elle vivait en 1226. Pierre-Joseph Odolant-Desnos suppose que c'est de son chef que Raoul de Beaumont posséda la seigneurie de la Flèche. Il est le premier de sa famille, en tous cas, qui en porta le titre, et comme le roi d'Angleterre possédait précédemment la Flèche, on peut croire que c'est d'eux qu'il obtint cet apanage. Dans ces conditions, la supposition la plus vraisemblable est qu'un mariage, semblable à celui de Roscelin son aïeul, peut lui avoir procuré cet avantage.
Agnès serait donc une fille naturelle de l'un des trois derniers rois d'Angleterre, Henri II d'Angleterre, Richard ou Jean sans Terre, comme la fiancée de Roscelin était la fille d'Henri Ier d'Angleterre.
Les enfants de Raoul et d'Agnès furent :
1. Richard II de Beaumont († 17 septembre 1242), qui succéda à son père ;
2. Raoul de Beaumont, le plus jeune, mais qui vivait en 1218[7] et peut-être plus tard ;
3. Guillaume de Beaumont († ~1241-1242), qualifié chevalier en 1236, ratifiant le don de Raoul, son frère au Parc d'Orques, et un autre du même au chapitre de Saint-Pierre-de-la-Cour, 1237. Son nom est mentionné dans le titre d'une charte de 1238, copiée pour Gaignières[8].
4. Agnès de Beaumont (° ~1225 - x 12 février 1253 - † 9 mai 1301), vicomtesse de Beaumont-au-Maine, dame de La Flèche, Fresnay, Sainte-Suzanne, du Lude et de Château-Gontier, qui hérita de tous ses frères et épousa le 12 février 1253 Louis de Brienne, fils de Jean de Brienne, Prince de Jérusalem, devenant vicomte de Beaumont, baron de Sainte-Suzanne. La dynastie des Beaumont-au-Maine s'éteint avec elle.

## Source
- Abbé Angot, « Les vicomtes du Maine », dans Bulletin de la Commission historique et archéologique de la Mayenne, 1914, no 30, p. 180-232, 320-342, 404-424. .
- Comtes du Maine, Étienne Patou, 2007, .